# Municipio de Hanover (condado de Crawford)
El municipio de Hanover (en inglés: Hanover Township) es un municipio ubicado en el condado de Crawford en el estado estadounidense de Iowa. En el año 2010 tenía una población de 192 habitantes y una densidad poblacional de 2,07 personas por km².

## Geografía
El municipio de Hanover se encuentra ubicado en las coordenadas 42°4′55″N 95°29′41″O / 42.08194, -95.49472. Según la Oficina del Censo de los Estados Unidos, el municipio tiene una superficie total de 92.65 km², de la cual 92,58 km² corresponden a tierra firme y (0,08 %) 0,07 km² es agua.

## Demografía
Según el censo de 2010, había 192 personas residiendo en el municipio de Hanover. La densidad de población era de 2,07 hab./km². De los 192 habitantes, el municipio de Hanover estaba compuesto por el 94,79 % blancos, el 0,52 % eran afroamericanos, el 3,13 % eran de otras razas y el 1,56 % eran de una mezcla de razas. Del total de la población el 4,69 % eran hispanos o latinos de cualquier raza.